# Laindeha
Laindeha is een bestuurslaag in het regentschap Oost-Soemba van de provincie Oost-Nusa Tenggara, Indonesië. Laindeha telt 470 inwoners (volkstelling 2010).